# Юмшанов, Пётр Петрович
Пётр Петро́вич Юмша́нов (род. 15 октября 1970, Якутская АССР) — советский и российский борец вольного стиля и тренер; Заслуженный мастер спорта России (1998), Заслуженный работник физической культуры и спорта Республики Саха (Якутия), Почетный гражданин Намского улуса, Лауреат спорта Республики Саха (Якутия) XX века.

## Биография
Родился 15 октября 1970 года в селе Намцы Намского района Якутской АССР.
Занимался борьбой у заслуженных тренеров Российской Федерации — Бориса Прокопьевича Егорова и Будимира Григорьевича Яковлева. В 18 лет выполнил норму мастера спорта СССР, а в 22 года — мастера спорта международного класса. В 1998 году стал заслуженным мастером спорта России. Был двукратным чемпионом России (1992, Санкт-Петербург; 1995, Пермь) и трижды — бронзовым призёром (1993, Москва; 1994, Санкт-Петербург; 1996, Тула). Обладатель Кубка мира в командном зачете (1992, Москва) и Кубка мира в личном зачете (1993, Чаттануга, США). Бронзовый призёр чемпионата мира (1994, Стамбул, Турция); серебряный призёр чемпионата мира среди студентов (1996); победитель (1993) и бронзовый призёр (1996) международного турнира на призы Ивана Ярыгина. Чемпион Республики Саха (Якутия) 1995 года.
В 1993 году Юмшанов окончил Якутское среднее специальное училище олимпийского резерва, в 2004 году окончил Якутскую государственную сельскохозяйственную академию, в 2009 году прошел переподготовку в Якутском государственном университете по специальности «Физическая культура и спорт». После окончания спортивной карьеры продолжил работать тренером по вольной борьбе.
Государственный тренер по вольной борьбе в якутской Школе высшего спортивного мастерства, старший тренер молодёжной сборной России «Центра спортивной подготовки сборных команд России» Министерства спорта Российской Федерации, вице-президент Федерации борьбы хапсагай Республики Саха (Якутия). Депутат Государственного Собрания Республики Саха (Якутия) 5-го созыва, член фракции политической партии «Справедливая Россия».
В 2015 году его родном селе Намцы была открыта спортивная школа, носящая имя Юмшанова.